# 1956 год в театре
1956 год в театре

## События
- В Стокгольме впервые вручена Премия Юджина О’Нила[англ.].
- В Нью-Йорке Роберт Джоффри и Джеральд Арпино[англ.] на базе учеников своей школы основали труппу «Балет Джоффри».
- Супруги Роман Ясинский[англ.] и Мослин Ларкин[англ.] основали труппу «Балет Талсы[англ.]» и балетную школу при ней.
- В Москве группой молодых актёров был организован «Современник». Театр возглавил Олег Ефремов.
- Николай Акимов вернулся в Ленинградский театр комедии
- В феврале Георгий Товстоногов стал художественным руководителем Большого драматического театра им. Максима Горького
- В КНДР стал печататься журнал о культуре и искусстве в Северной Корее "Choson Yesul".

### Постановки
- Ленинградский театр комедии — «Обыкновенное чудо» Е. Шварца в постановке Николая Акимова.
- В лондонском театре «Ройал-Корт» состоялась премьера пьесы Джона Осборна «Оглянись во гневе».

## Персоналии

### Родились
- 3 января — Васьков, Михаил Юрьевич, советский и российский актёр театра и кино, заслуженный артист России
- 16 февраля — Варецкий, Валентин Сергеевич, советский и российский актёр театра и кино, театральный режиссёр, заслуженный артист России
- 11 марта — Гриневич, Андрей Владимирович, советский и российский актёр и режиссёр
- 12 марта — Мэнвилл, Лесли, британская актриса театра и кино
- 22 апреля — Сумская, Наталья Вячеславовна, советская и украинская актриса и телеведущая, лауреат Шевченковской премии, народная артистка Украины
- 25 апреля — Смирнова, Светлана Станиславовна, советская и российская актриса театра и кино
- 3 мая — Андрейченко, Наталья Эдуардовна, советская и российская актриса театра и кино
- 23 мая — Зарубин, Сергей Михайлович, советский и российский актёр театра и кино, заслуженный артист России
- 10 июля - Левинсон Лев Ефимович, советский и российский режиссёр, сценарист, продюсер.
- 20 августа — Аллен, Джоан, американская актриса театра и кино
- 9 октября — Дюжева, Марина Михайловна, советская и российская актриса театра и кино
- 15 октября — Семизорова, Нина Львовна, балерина, балетный педагог, народная артистка РСФСР, заслуженная артистка УССР
- 23 октября — Борзова, Елена Николаевна, советская и российская актриса театра и кино

### Скончались
- 8 апреля, Москва — Нина Литовцева, русская советская актриса и режиссёр.
- 18 июня, Нью-Баффало, США — Лаврентий Новиков, артист балета, хореограф и педагог.
- 20 июня, Москва — Василий Тихомиров, артист балета и балетмейстер, солист Большого театра.
- 21 декабря, Москва — Михаил Геловани, советский актёр театра и кино.
- 27 декабря, Москва — Михаил Розен-Санин, советский актёр.